# Georges Tate
Georges Tate, né le 26 février 1943 à Vigneux-sur-Seine et mort le 5 juin 2009 à Joigny, est un universitaire, historien et orientaliste français spécialiste de l'Empire byzantin et du haut Moyen Âge proche-oriental.

## Biographie
Georges Tate fit ses études aux lycées de Bastia, puis de Montluçon (1954-1961), avant de fréquenter les établissements parisiens (lycée Louis-le-Grand) où il prépara l'entrée à l'École normale supérieure de Saint-Cloud. 
À la Sorbonne, il suit un cursus classique que ponctuent une brillante réussite à l'agrégation d'histoire (1968) et une place d'assistant à l'université Paris-Nanterre.
Professeur à l'université de Versailles-Saint-Quentin-en-Yvelines depuis sa création, il fut également professeur d'histoire byzantine et d'archéologie à l'université de Franche-Comté et directeur de la Mission archéologique française de la Syrie du Nord. 
Directeur de l'Institut français d'archéologie du Proche-Orient (IFAPO) de 1980 à 1990, il occupe le poste de conseiller culturel à Bagdad puis celui de directeur du département des Sciences humaines et sociales au Centre national de la recherche scientifique (CNRS). 
Membre de plusieurs sociétés savantes, il est élu le 17 novembre 1989 comme correspondant français à l'Académie des inscriptions et belles-lettres au fauteuil de Charles Higounet.

## Publications
- Déhès (Syrie du nord) : Campagnes I-III (1976-1978) : Recherches sur l'habitat rural  (avec Jean-Pierre Sodini, Bernard Bavant, Swantje Bavant, Jean-Luc Biscop et Dominique Orssaud), Paris, Librairie orientaliste P. Geuthner, 1981.  (ISBN 2-7053-0111-9)
- L'Orient des croisades, Paris, Gallimard, coll. « Découvertes Gallimard / Histoire », no 129, 1991.
- Les campagnes de Syrie du nord du IIe au VIIe siècle : exemple d'expansion démographique et économique à la fin de l'Antiquité, Paris, Institut français du Proche-orient, 1992.
- Les Croisés en Orient, Paris, La Documentation française, 1993.
- La Grèce antique, Paris, Hachette, coll. « Les fondamentaux », 2000.
- Justinien : l'épopée de l'Empire d'Orient (527-565), Paris, Fayard, 2004.  (ISBN 2-213-61516-0)
- Le monde byzantin I : L'Empire romain d'Orient (330-641) [ouvrage collectif], Paris,  Presses Universitaires de France, coll. «  Nouvelle Clio », 2012.
- Sergilla, village d'Apamène. Tome I : Une architecture de pierre (avec Maamoun Abdulkarim, Gérard Charpentier, Catherine Duvette et Claudine Piaton), Paris, Institut français du Proche-Orient, 2014.